# Dolors Moliné Pous
Dolors Moliné Pous (Barcelona, 1931) és una exjugadora de tennis de taula.
Als deu anys començà a practicar l'esport al Tívoli Ping Pong Club i, tres anys més tard, començà a guanyar els seus primers títols individual i per equips del Campionat de Catalunya. Fou la gran dominadora del tennis de taula femení entre 1944 i 1951, aconseguint tretze títols estatals: cinc en categoria individual de forma consecutiva (1947, 1948, 1949, 1950, 1951), quatre en dobles (1948, 1949, 1950, 1951) i dobles mixtos (1949). D'altra banda, als Campionats de Catalunya guanyà vint-i-quatre títols entre 1944 i 1952, set a nivell individual (1945, 1946, 1948, 1949, 1950, 1951, 1953), set per equips (1943, 1944, 1945, 1946, 1947, 1948, 1949), cinc en dobles (1946, 1947, 1948, 1949, 1952) i cinc en dobles mixtos (1947, 1948, 1949, 1951, 1953). Es retirà de la competició al final de la temporada de 1953.
Entre d'altres guardons, ha rebut la insígnia de plata (1960) i la medalla d’honor (1985) de la Federació Catalana de Tennis de Taula, com també la insígnia d’or (1968) i la medalla d’honor (1980) de la federació espanyola. El 1997 li fou atorgada la medalla Forjadors de la Història Esportiva de Catalunya.